# Іфріем (Вісконсин)
Іфріем (англ. Ephraim) — селище (англ. village) в США, в окрузі Дор штату Вісконсин. Населення — 345 осіб (2020).

## Географія
Іфріем розташований за координатами 45°10′8″ пн. ш. 87°10′22″ зх. д. / 45.16889° пн. ш. 87.17278° зх. д. (45.168868, -87.172701).  За даними Бюро перепису населення США в 2010 році селище мало площу 18,53 км², з яких 9,80 км² — суходіл та 8,73 км² — водойми. В 2017 році площа становила 21,06 км², з яких 9,81 км² — суходіл та 11,25 км² — водойми.

## Демографія
Згідно з переписом 2010 року, у селищі мешкало 288 осіб у 138 домогосподарствах у складі 92 родин. Густота населення становила 16 осіб/км².  Було 654 помешкання (35/км²).
Расовий склад населення:
| - 99,0 % — білих - 0,3 % — корінних американців |

До двох чи більше рас належало 0,0 %. Частка іспаномовних становила 2,4 % від усіх жителів.
За віковим діапазоном населення розподілялося таким чином: 14,9 % — особи молодші 18 років, 52,1 % — особи у віці 18—64 років, 33,0 % — особи у віці 65 років та старші. Медіана віку мешканця становила 58,8 року. На 100 осіб жіночої статі у селищі припадало 88,2 чоловіків;  на 100 жінок у віці від 18 років та старших — 87,0 чоловіків також старших 18 років.
Середній дохід на одне домашнє господарство  становив 69 287 доларів США (медіана — 51 458), а середній дохід на одну сім'ю — 84 173 долари (медіана — 66 250). За межею бідності перебувало 2,6 % осіб, у тому числі 0,0 % дітей у віці до 18 років та 3,4 % осіб у віці 65 років та старших.
Цивільне працевлаштоване населення становило 112 осіб. Основні галузі зайнятості: мистецтво, розваги та відпочинок — 18,8 %, науковці, спеціалісти, менеджери — 16,1 %, виробництво — 14,3 %.